# Olympische Winterspelen 2034
De XXVIIe Olympische Winterspelen zullen in 2034 gehouden worden in de Amerikaanse Salt Lake City. Op 24 juli 2024 koos het IOC in Parijs de gaststad. De Spelen staan gepland voor de periode van 10 tot en met 26 februari.
Het is de tiende keer in totaal dat de spelen in de Verenigde Staten gehouden en voor vijfde maal zijn het de winterspelen.
In 1932 en 1980 werden de spelen gehouden in het New Yorkse Lake Placid. De Olympische Winterspelen 1960 werden gehouden in het Californische Squaw Valley. In 2002 was Salt Lake City in Utah al eens gastheer.
Het Californische Los Angeles was driemaal de gastheer van de zomerspelen in 1932, 1984 en 2028. Atlanta in de staat Georgia was de gastheer van de Olympische Zomerspelen 1996. De derde Olympische Spelen werden gehouden in Saint Louis (Missouri) in 1904.

## Officiële kandidaten

### Stemming
Op 24 juli 2024 werd er tijdens het 142e congres van het Internationaal Olympisch Comité gestemd over de locatie voor de Spelen van 2034. Het bestuur van het IOC had uit de kandidaten een voorkeurskandidaat geselecteerd, deze kandidaat was voorgedragen aan de leden.
| Stad           | Land             | 1e ronde |
| -------------- | ---------------- | -------- |
| Salt Lake City | Verenigde Staten | 83       |
| Tegen          | Tegen            | 6        |

## Olympische sporten
De olympische sporten die tijdens de Olympische Spelen beoefend worden, worden vertegenwoordigd door zeven internationale wintersportbonden:
| Biatlon (11) Bond: Internationale Biatlonunie Curling (3) Bond: World Curling Federation IJshockey (2) Bond: Internationale IJshockeyfederatie Rodelen (4) Bond: Fédération Internationale de Luge de Course Schaatssporten Kunstrijden (5) Schaatsen (14) Shorttrack (9) Bond: Internationale Schaatsunie | Skisporten Alpineskiën (11) Freestyleskiën (13) Langlaufen (12) Noordse combinatie (3) Schansspringen (5) Snowboarden (11) Bond: Fédération Internationale de Ski Sleesporten Bobsleeën (4) Skeleton (2) Bond: Internationale bobslee- en skeletonfederatie |

## Locaties
Veel van de gebruikte locaties waren ook in gebruik in 2002. 

### Salt Lake City Cluster
- Rice–Eccles Stadium – Opening- en sluitingsceremonie
- Delta Center – Kunstrijden, Shorttrack
- Maverik Center – IJshockey
- Utah Olympic Oval – Langebaanschaatsen
- Olympic Medals Plaza – Big Air

### Ogden Cluster
- Weber County Ice Sheet – Curling
- Snowbasin Resort – Alpineskiën

### Mountain Cluster
- Soldier Hollow – Biatlon, Langlaufen
- Utah Olympic Sliding Centre – Bobsleeën, Rodelen, Skeleton
- Utah Olympic Park Jumps – Schansspringen, Noordse combinatie
- Deer Valley Resort – Aerials, Moguls
- Utah Olympic Track – Ski Cross, Snowboard Cross, Parallel reuzenslalom
- Park City – Halfpipe, Slopestyle

### Andere locaties
- Peaks Ice Arena – IJshockey

Olympische Zomerspelen
Olympische Winterspelen
Gerelateerd
Olympische Jeugdspelen · Paralympische Spelen · Deaflympische Spelen · Special Olympic World Games
IOC · COA · BOIC · NOC*NSF · NAOC · SOC